# Andrea Vilaró i Aragonès
Andrea Vilaró Aragonès (Barcelona, 9 de maig de 1993) és una jugadora de bàsquet catalana.
Va formar-se al Centre d'Esports IPSI i va completar la seva formació al Club Bàsquet Universitari de Barcelona i al Segle XXI. La temporada 2011-12 va jugar al Florida Gators de la NCAA i va fer el seu debut a la Lliga Femenina amb el Club Deportivo Zamarat. Posteriorment, va jugar amb altres equips de la competició estatal, el CB Ciudad de Burgos (2014-15) i al Club Baloncesto Al-Qázeres (2015-16). L'estiu de 2015 va fitxar pel Cadí la Seu, amb el qual va guanyar dues Lligues catalanes (2016, 2017). Després de quatre temporades amb el club urgellenc, va fitxar pel Perfumerias Avenida, amb el qual ha guanyat dues Lligues espanyoles (2020-21, 2021-22), dues Copes de la Reina (2020, 2022) i una Supercopa d'Espanya (2020-21). Internacional amb la selecció espanyola en categories inferiors va proclarmar-se campiona d'Europa sub-16 (2008, 2009) i sub-20 (2012, 2013). Amb la selecció absoluta ha sigut internacional en catorze ocasions, aconseguint una medalla d'or a l'Europeu de 2019. Amb la selecció catalana absoluta va disputar un partit internacional celebrat el 2018 a Girona.

## Palmarès
Clubs
- 2 Lligues espanyoles de bàsquet femenina (2020-21, 2021-22)
- 2 Copes espanyoles de bàsquet femenina (2020, 2022)
- 1 Supercopa espanyola de bàsquet femenina (2020-21)
- 2 Lligues catalanes de bàsquet femenina (2015-16, 2016-17)

Selecció espanyola
- 1 medalla d'or al Campionat d'Europa de bàsquet femení: 2019